# 沙丘歌百灵
沙丘歌百灵（学名：Certhilauda erythrochlamys），是百灵科的一种，为纳米比亚的特有种。全球活动范围约为43,300平方千米。该物种的保护状况被评为无危。
沙丘歌百灵的平均体重约为28.1克。栖息地为热带沙漠。